# Hammerwurf

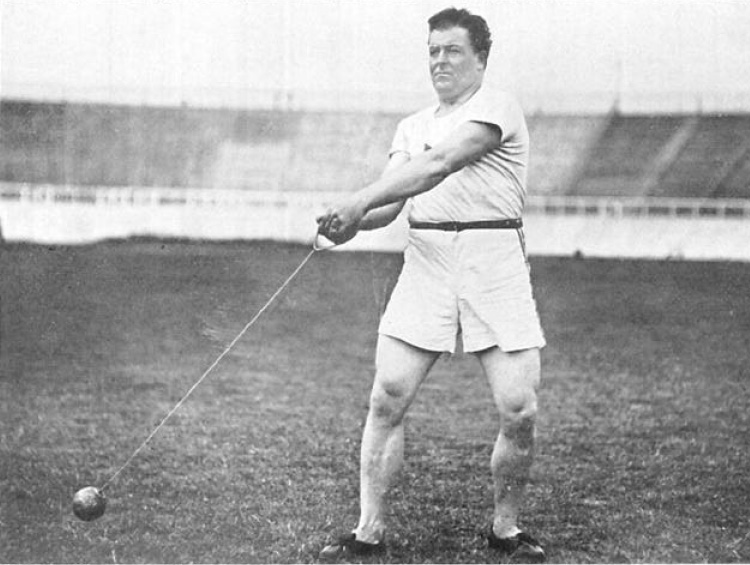
John Flanagan bei den Olympischen Spielen 1908 in London

Der Hammerwurf (auch Hammerwerfen) ist eine Disziplin der Leichtathletik oder auch Schwerathletik, bei der es einen „Wurfhammer“, heute eine Metallkugel an einem Stahldraht, so weit wie möglich zu schleudern gilt.
Der Sportler hat zum Schwungholen einen Kreis von 2,1336 Metern Durchmesser (7 englische Fuß) zur Verfügung. Er nutzt diesen, um den Hammer zunächst mit beiden Armen kreisen zu lassen, um ihn vor dem Abwurf möglichst stark zu beschleunigen.
Der Wurfhammer der Männer wiegt einschließlich Griff 7,26 Kilogramm (16 englische Pfund), bei den Frauen vier Kilogramm. Er hat somit das gleiche Gewicht wie die Stoßkugel beim Kugelstoßen.
Der Hammerwurf als moderner Sport entstand im 19. Jahrhundert in Schottland und Irland, wo man ursprünglich ein mit einem Holzstiel versehenes Gewicht warf.
Im Programm der Olympischen Spiele ist Hammerwurf für Männer seit 1900 in Paris. Für Frauen findet er seit 1997 bei internationalen Wettkämpfen und seit 2000 in Sydney bei Olympischen Spielen statt.
Die besten Hammerwerfer erreichen bei den Männern Weiten um 85 Meter (Weltrekord: 86,74 m) und bei den Frauen um 80 Meter (Weltrekord: 82,98 m).

## Geschichte

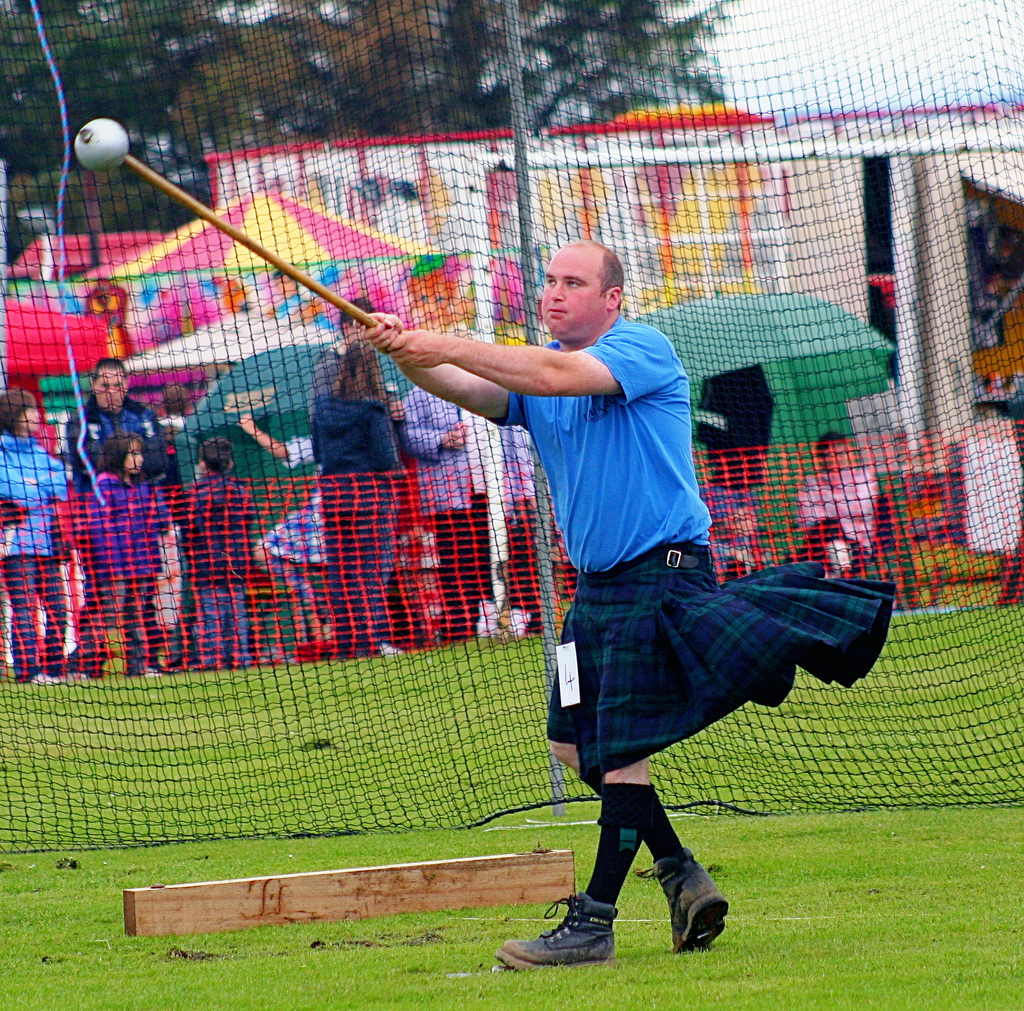
Hammerwurf in Schottland

Wettbewerbe im Weitwurf eines Schmiedehammers sind aus dem Mittelalter Irlands und Schottlands belegt. Die ersten Würfe eines Gewichts mit einem starren „Stiel“ sind aus England und Irland aus der ersten Hälfte des 19. Jahrhunderts bekannt.
Das Regelwerk für den Hammerwurf wurde 1887 in England geschrieben. Während die Masse des Gewichts schon frühzeitig auf 16 englische Pfund (7,257 kg) festgelegt wurde, änderte sich die Art des Abwurfs mehrfach. Anfangs war es erlaubt, einen beliebig langen Anlauf zu nehmen und die Abwurflinie nach dem Wurf zu übertreten.
Später wurde aus einem Kreis geworfen: Der Durchmesser wurde 1878 in England auf 7 englische Fuß (2,1336 m) festgelegt, von 1887 bis 1909 wurde auch aus einem 9-Fuß-Kreis (2,7432 m) geworfen.
Ebenso hat sich die Länge des Drahtes geändert, an dem das Gewicht hängt. Erst im 20. Jahrhundert wurde die endgültige Länge von 4 englischen Fuß (1,2192 m) festgelegt. Der heute von den Männern verwendete Hammer wurde 1912 eingeführt.
In Deutschland fand der erste Wettkampf im Hammerwurf im Mai 1893 in Berlin mit einem 12 Pfund schweren Hammer statt. Bis Anfang des 20. Jahrhunderts wurde Hammerwurf in Deutschland kaum beachtet; offizielle deutsche Rekorde wurden erst Mitte der 1920er Jahre registriert. Der erste bedeutende deutsche Hammerwerfer war Max Furtwengler (* 1881), der einarmig und mit nur einer halben Drehung warf. Er erhöhte die deutsche Bestleistung von 29,84 m im Jahre 1909 auf 43,05 m im Jahre 1926.
Wie gefährlich diese Sportart ist, zeigt ein Unfall beim Training, als im April 2021 die 19-jährige kubanische Nachwuchssportlerin Alegna Osorio vom Hammer eines Kollegen so schwer getroffen wurde, dass sie drei Monate später ihren Kopfverletzungen erlag.

## Wettkampfregeln

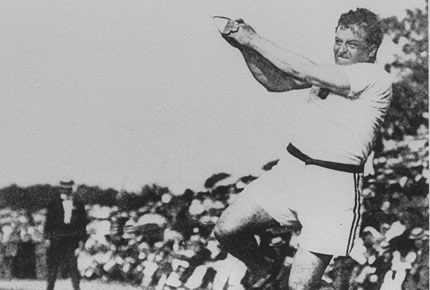
Hammerwerfer 1904

Im Wettkampf haben die besten acht Hammerwerfer sechs Versuche. Die größte Weite entscheidet über Sieg und Plätze, bei gleicher Weite entscheiden die nächstbesten Versuche.
Der Kreis darf nach dem Abwurf erst nach dem Aufschlagen des Hammers und nur nach hinten und aus dem sicheren Stand verlassen werden, damit der Wurf gültig gewertet wird.
Im Unterschied zu den anderen Wurfdisziplinen darf der Hammerwerfer Handschuhe tragen oder einzelne Finger mit Bandagen umwickeln.
Ein Wurf ist nur gültig, wenn der Hammer in einem markierten, spitzwinkeligen Sektor aufkommt. Dieser hat ebenso wie beim Kugelstoßen und Diskuswurf eine Öffnung von 34,92°. Dieser „unrunde“ Wert ergibt sich aus einem Dreieck, das zum einfachen Markieren des Wurfsektors Seitenlängen von zweimal 20 Metern sowie 12 Metern hat.
Um Personen im Stadion vor fehlgeleiteten Würfen zu schützen, ist der Hammerwurfkreis mit einem Schutzkäfig umgeben, der nur oben und in Richtung des Wurfsektors offen ist. Er hat eine Höhe von sieben Metern, an manchen Stellen von zehn Metern. Vom Mittelpunkt des Wurfkreises steht er mindestens 3,50 Meter entfernt. Die Maschen des Schutzkäfigs können aus Seilen oder Metalldraht bestehen und müssen einer Geschwindigkeit des Hammers von 32 Metern pro Sekunde (115 km/h) standhalten.
Die Regeln für Hammerwurfwettkämpfe sind in den Regeln 187, 191 und der technischen World-Athletics-Wettkampfvorschriften festgelegt.

## Physik des Hammerwurfs
- Abfluggeschwindigkeit: Für einen 75-Meter-Wurf ist eine Abfluggeschwindigkeit von etwa 27 bis 28 Metern pro Sekunde (m/s) – ca. 100 km/h – nötig. Wird diese Geschwindigkeit um fünf Prozent, etwa 1,4 m/s, erhöht, führt das bei gleichbleibendem Abflugwinkel zu einem Weitengewinn von rund sieben Metern. Die Abfluggeschwindigkeit hat deshalb eine weitaus größere Bedeutung als der Abflugwinkel.
- Abflughöhe: Ihr Einfluss auf die Weite ist sehr gering. Eine größere Abflughöhe führt etwa zu einem gleich großen Weitengewinn. Wird der Hammer zum Beispiel aus 1,60 statt 1,40 Meter Höhe abgeworfen, bringt das etwa 19 Zentimeter (bezogen auf eine Abfluggeschwindigkeit von 24 m/s). Ein großer Sportler hat also gegenüber einem kleineren bei gleicher Kraftanwendung und gleicher Technik nur geringe Vorteile.
- Abflugwinkel: Der Wurfhammer beschreibt eine ballistische Kurve (Wurfparabel, Schiefer Wurf), die einen bestmöglichen Abflugwinkel von 45° hat. Eine Abweichung von zwei Grad, rund fünf Prozent, verschlechtert die Wurfweite um etwa sechzig Zentimeter.
- Wind: Der Luftwiderstand spielt beim Hammerwurf eine geringe Rolle, deshalb beeinflusst Wind die Weite auch nur geringfügig. Eine Windgeschwindigkeit von 5 m/s beeinflusst einen 80-Meter-Wurf um etwa ein Prozent. Rückenwind führt zu einem Weitengewinn von etwa 90 Zentimetern, Gegenwind verringert die Weite eines Wurfes um etwa 80 Zentimeter.

## Meilensteine
Männer:
- erste registrierte Weite: 27,74 m (16-Pfund-Hammer mit Holzstiel), Adam Wilson (GBR), 10. Mai 1828 in Hunter’s Tryst
- erste registrierte Weite nach heutigen Regeln (2,135-Meter-Kreis): 30,12 m, Edmund Baddeley (GBR), 15. April 1878
- Erster offizieller Weltrekord: 57,77 m, Pat Ryan (USA), 17. August 1913 (erstmalige Verbesserung des Weltrekordes am 27. August 1938 von Erwin Blask (GER) mit 59,00 m). Vor Blask warf Karl Hein 1938 57,22 und 58,24 m, womit er den Weltrekord von 1913 brach.
- erste Weite über 60 Meter: 60,34 m, József Csermák (HUN), 24. Juli 1952
- Erste Weite über 70 Meter: 70,33 m, Hal Connolly (USA), 12. August 1960
- Erste Weite über 80 Meter: 80,14 m, Boris Saitschuk (URS), 9. Juli 1978

Frauen:
- erste registrierte Weite: 17,03 m, Lucinda Moles (ESP), 29. Juni 1931 in Madrid
- erste Weite über 40 Meter: 41,99 m, Carol Cady (USA), 10. April 1982
- erste Weite über 50 Meter: 53,65 m, Carol Cady (USA), 28. April 1984
- erste Weite über 60 Meter: 61,20 m, Aya Suzuki (JPN), 30. April 1989
- erster offizieller Weltrekord: 66,84 m, Olga Kusenkowa (RUS), 23. Februar 1994
- erste Weite über 70 Meter: 71,22 m, Olga Kusenkowa (RUS), 22. Juni 1997
- erste Weite über 80 Meter: 81,08 m, Anita Włodarczyk (POL), 1. August 2015

## Erfolgreichste Sportler
Männer:
- dreifacher Olympiasieger: John Flanagan (USA) (1900, 1904, 1908)
- zweifacher Olympiasieger:
Pat O’Callaghan (IRL) (1928, 1932)
Jurij Sjedych (URS) (1976, 1980), außerdem Olympiazweiter 1988, Weltmeister 1991 und Weltmeisterschaftszweiter 1983
- zweifacher Weltmeister:
Sergei Litwinow (URS) (1983, 1987), außerdem Olympiasieger 1988 und Olympiazweiter 1980
Andrei Abduwalijew (TJK) (1993, 1995), außerdem Olympiasieger 1992
- fünffacher Weltmeister:
Paweł Fajdek (POL) (2013, 2015, 2017, 2019, 2022), außerdem Olympiadritter 2020

Frauen:
- Anita Wlodarczyk (POL): dreifache Olympiasiegerin (2012, 2016 und 2020) und dreifache Weltmeisterin (2009, 2015 und 2017), dazu Weltmeisterschaftszweite 2013
- Yipsi Moreno (CUB): dreifache Weltmeisterin (2001, 2003 und 2005) sowie Olympiasiegerin 2008 und Olympiazweite 2004
- Olga Kusenkowa (RUS): Olympiasiegerin 2004, Olympiazweite 2000, dreimal Weltmeisterschaftszweite (1999, 2001, 2003)

## Statistik

### Medaillengewinner der Olympischen Spiele

#### Männer
| Jahr | Goldmedaille          | Silbermedaille                                                    | Bronzemedaille        |
| ---- | --------------------- | ----------------------------------------------------------------- | --------------------- |
| 1900 | John Flanagan         | Truxtun Hare                                                      | Josiah McCracken      |
| 1904 | John Flanagan         | John DeWitt                                                       | Ralph Rose            |
| 1908 | John Flanagan         | Matt McGrath                                                      | Con Walsh             |
| 1912 | Matt McGrath          | Duncan Gillis                                                     | Clarence Childs       |
| 1920 | Pat Ryan              | Carl Johan Lind                                                   | Basil Bennett         |
| 1924 | Fred Tootell          | Matt McGrath                                                      | Malcolm Nokes         |
| 1928 | Pat O’Callaghan       | Ossian Skiöld                                                     | Edmund Black          |
| 1932 | Pat O’Callaghan       | Ville Pörhölä                                                     | Peter Zaremba         |
| 1936 | Karl Hein             | Erwin Blask                                                       | Fred Warngård         |
| 1948 | Imre Németh           | Ivan Gubijan                                                      | Robert Bennett        |
| 1952 | József Csermák        | Karl Storch                                                       | Imre Németh           |
| 1956 | Hal Connolly          | Michail Kriwonosow                                                | Anatoli Samozwetow    |
| 1960 | Wassili Rudenkow      | Gyula Zsivótzky                                                   | Tadeusz Rut           |
| 1964 | Ramuald Klim          | Gyula Zsivótzky                                                   | Uwe Beyer             |
| 1968 | Gyula Zsivótzky       | Ramuald Klim                                                      | Lázár Lovász          |
| 1972 | Anatolij Bondartschuk | Jochen Sachse                                                     | Wassili Chmelewski    |
| 1976 | Jurij Sjedych         | Alexei Spiridonow                                                 | Anatolij Bondartschuk |
| 1980 | Jurij Sjedych         | Sergei Litwinow                                                   | Jüri Tamm             |
| 1984 | Juha Tiainen          | Karl-Hans Riehm                                                   | Klaus Ploghaus        |
| 1988 | Sergei Litwinow       | Jurij Sjedych                                                     | Jüri Tamm             |
| 1992 | Andrei Abduwalijew    | Ihar Astapkowitsch                                                | Igor Nikulin          |
| 1996 | Balázs Kiss           | Lance Deal                                                        | Oleksandr Krykun      |
| 2000 | Szymon Ziółkowski     | Nicola Vizzoni                                                    | Ihar Astapkowitsch    |
| 2004 | Kōji Murofushi        | nach dem positiven Doping-Test von Iwan Zichan nicht neu vergeben | Eşref Apak            |
| 2008 | Primož Kozmus         | Wadsim Dsewjatouski                                               | Iwan Zichan           |
| 2012 | Krisztián Pars        | Primož Kozmus                                                     | Kōji Murofushi        |
| 2016 | Dilschod Nasarow      | Iwan Zichan                                                       | Wojciech Nowicki      |
| 2020 | Wojciech Nowicki      | Eivind Henriksen                                                  | Paweł Fajdek          |
| 2024 | Ethan Katzberg        | Bence Halász                                                      | Mychajlo Kochan       |

#### Frauen
| Jahr | Goldmedaille       | Silbermedaille      | Bronzemedaille   |
| ---- | ------------------ | ------------------- | ---------------- |
| 2000 | Kamila Skolimowska | Olga Kusenkowa      | Kirsten Münchow  |
| 2004 | Olga Kusenkowa     | Yipsi Moreno        | Yunaika Crawford |
| 2008 | Yipsi Moreno       | Zhang Wenxiu        | Darja Ptschelnik |
| 2012 | Anita Włodarczyk   | Betty Heidler       | Zhang Wenxiu     |
| 2016 | Anita Włodarczyk   | Zhang Wenxiu        | Sophie Hitchon   |
| 2020 | Anita Włodarczyk   | Wang Zheng          | Malwina Kopron   |
| 2024 | Camryn Rogers      | Annette Echikunwoke | Zhao Jie         |

### Medaillengewinner der Weltmeisterschaften

#### Männer
| Jahr | Goldmedaille       | Silbermedaille     | Bronzemedaille                |
| ---- | ------------------ | ------------------ | ----------------------------- |
| 1983 | Sergei Litwinow    | Jurij Sjedych      | Zdzisław Kwaśny               |
| 1987 | Sergei Litwinow    | Jüri Tamm          | Ralf Haber                    |
| 1991 | Jurij Sjedych      | Ihar Astapkowitsch | Heinz Weis                    |
| 1993 | Andrei Abduwalijew | Ihar Astapkowitsch | Tibor Gécsek                  |
| 1995 | Andrei Abduwalijew | Ihar Astapkowitsch | Tibor Gécsek                  |
| 1997 | Heinz Weis         | Andrij Skwaruk     | Wassili Sidorenko             |
| 1999 | Karsten Kobs       | Zsolt Németh       | Wladislaw Piskunow            |
| 2001 | Szymon Ziółkowski  | Kōji Murofushi     | Ilja Konowalow                |
| 2003 | Iwan Zichan        | Adrián Annus       | Kōji Murofushi                |
| 2005 | Szymon Ziółkowski  | Markus Esser       | Olli-Pekka Karjalainen        |
| 2007 | Iwan Zichan        | Primož Kozmus      | Libor Charfreitag             |
| 2009 | Primož Kozmus      | Szymon Ziółkowski  | Alexej Sagorny                |
| 2011 | Kōji Murofushi     | Krisztián Pars     | Primož Kozmus                 |
| 2013 | Paweł Fajdek       | Krisztián Pars     | Lukáš Melich                  |
| 2015 | Paweł Fajdek       | Dilschod Nasarow   | Wojciech Nowicki              |
| 2017 | Paweł Fajdek       | Waleri Pronkin     | Wojciech Nowicki              |
| 2019 | Paweł Fajdek       | Quentin Bigot      | Bence Halász Wojciech Nowicki |
| 2022 | Paweł Fajdek       | Wojciech Nowicki   | Eivind Henriksen              |
| 2023 | Ethan Katzberg     | Wojciech Nowicki   | Bence Halász                  |

#### Frauen
| Jahr | Goldmedaille     | Silbermedaille     | Bronzemedaille            |
| ---- | ---------------- | ------------------ | ------------------------- |
| 1999 | Mihaela Melinte  | Olga Kusenkowa     | Lisa Misipeka             |
| 2001 | Yipsi Moreno     | Olga Kusenkowa     | Bronwyn Eagles            |
| 2003 | Yipsi Moreno     | Olga Kusenkowa     | Manuela Montebrun         |
| 2005 | Yipsi Moreno     | Tatjana Lyssenko   | Manuela Montebrun         |
| 2007 | Betty Heidler    | Yipsi Moreno       | Zhang Wenxiu              |
| 2009 | Anita Włodarczyk | Betty Heidler      | Martina Danišová-Hrašnová |
| 2011 | Tatjana Lyssenko | Betty Heidler      | Zhang Wenxiu              |
| 2013 | Anita Włodarczyk | Zhang Wenxiu       | Wang Zheng                |
| 2015 | Anita Włodarczyk | Zhang Wenxiu       | Alexandra Tavernier       |
| 2017 | Anita Włodarczyk | Wang Zheng         | Malwina Kopron            |
| 2019 | DeAnna Price     | Joanna Fiodorow    | Wang Zheng                |
| 2022 | Brooke Andersen  | Camryn Rogers      | Janee' Kassanavoid        |
| 2023 | Camryn Rogers    | Janee' Kassanavoid | DeAnna Price              |

### Weltrekordentwicklung

#### Männer
| Weite (m) | Name                  | Datum              | Ort                     |
| --------- | --------------------- | ------------------ | ----------------------- |
| 57,77     | Pat Ryan              | 17. August 1913    | New York City           |
| 59,00     | Erwin Blask           | 27. August 1938    | Stockholm               |
| 59,02     | Imre Németh           | 14. Juli 1948      | Tata                    |
| 59,57     | Imre Németh           | September 1949     | Katowice                |
| 59,88     | Imre Németh           | 19. Mai 1950       | Budapest                |
| 60,34     | József Csermák        | 24. Juli 1952      | Helsinki                |
| 61,25     | Sverre Strandli       | 14. September 1952 | Oslo                    |
| 62,36     | Sverre Strandli       | 5. September 1953  | Oslo                    |
| 63,34     | Michail Kriwonossow   | 29. August 1954    | Bern                    |
| 64,05     | Stanislaw Nenaschew   | 12. Dezember 1954  | Baku                    |
| 64,33     | Michail Kriwonossow   | 4. August 1955     | Warschau                |
| 64,52     | Michail Kriwonossow   | 19. September 1955 | Belgrad                 |
| 65,85     | Michail Kriwonossow   | 25. April 1956     | Naltschik               |
| 66,38     | Michail Kriwonossow   | 8. Juli 1956       | Minsk                   |
| 67,32     | Michail Kriwonossow   | 22. Oktober 1956   | Taschkent               |
| 68,54     | Hal Connolly          | 2. November 1956   | Los Angeles             |
| 68,68     | Hal Connolly          | 20. Juni 1958      | Bakersfield             |
| 70,33     | Hal Connolly          | 12. August 1960    | Walnut                  |
| 70,67     | Hal Connolly          | 21. Juli 1962      | Palo Alto               |
| 71,06     | Hal Connolly          | 29. Mai 1965       | Ceres                   |
| 71,26     | Hal Connolly          | 20. Juni 1965      | Walnut                  |
| 73,74     | Gyula Zsivótzky       | 4. September 1965  | Debrecen                |
| 73,76     | Gyula Zsivótzky       | 14. September 1968 | Budapest                |
| 74,52     | Ramuald Klim          | 15. Juni 1969      | Budapest                |
| 74,68     | Anatolij Bondartschuk | 20. September 1969 | Piräus                  |
| 75,48     | Anatolij Bondartschuk | 12. Oktober 1969   | Rowno                   |
| 76,40     | Walter Schmidt        | 4. September 1971  | Lahr                    |
| 76,60     | Reinhard Theimer      | 4. Juli 1974       | Leipzig                 |
| 76,66     | Alexei Spiridonow     | 11. September 1974 | München                 |
| 76,70     | Karl-Hans Riehm       | 19. Mai 1975       | Rehlingen               |
| 77,56     | Karl-Hans Riehm       | 19. Mai 1975       | Rehlingen               |
| 78,50     | Karl-Hans Riehm       | 19. Mai 1975       | Rehlingen               |
| 79,30     | Walter Schmidt        | 14. August 1975    | Frankfurt am Main       |
| 80,14     | Boris Saitschuk       | 9. Juli 1978       | Moskau                  |
| 80,32     | Karl-Hans Riehm       | 6. August 1978     | Heidenheim an der Brenz |
| 80,38     | Jurij Sjedych         | 16. Mai 1980       | Leselidse               |
| 80,46     | Jüri Tamm             | 16. Mai 1980       | Leselidse               |
| 80,64     | Jurij Sjedych         | 16. Mai 1980       | Leselidse               |
| 81,66     | Sergei Litwinow       | 24. Mai 1980       | Sotschi                 |
| 81,80     | Jurij Sjedych         | 31. Juli 1980      | Moskau                  |
| 83,98     | Sergei Litwinow       | 4. Juni 1982       | Moskau                  |
| 84,14     | Sergei Litwinow       | 21. Juni 1983      | Moskau                  |
| 86,34     | Jurij Sjedych         | 3. Juli 1984       | Cork                    |
| 86,66     | Jurij Sjedych         | 22. Juni 1986      | Tallinn                 |
| 86,74     | Jurij Sjedych         | 30. August 1986    | Stuttgart               |

#### Frauen
| Weite (m) | Name                | Datum            | Ort              |
| --------- | ------------------- | ---------------- | ---------------- |
| 66,84     | Olga Kusenkowa      | 23. Februar 1994 | Adler            |
| 66,86     | Mihaela Melinte     | 4. März 1994     | Bukarest         |
| 69,42     | Mihaela Melinte     | 12. Mai 1996     | Cluj-Napoca      |
| 69,58     | Mihaela Melinte     | 8. März 1997     | Bukarest         |
| 73,14     | Mihaela Melinte     | 16. Juli 1998    | Poiana Brașov    |
| 75,29     | Mihaela Melinte     | 13. Mai 1999     | Clermont-Ferrand |
| 75,97     | Mihaela Melinte     | 13. Mai 1999     | Clermont-Ferrand |
| 76,05     | Mihaela Melinte     | 29. August 1999  | Rüdlingen        |
| 76,07     | Mihaela Melinte     | 29. August 1999  | Rüdlingen        |
| 77,06     | Tatjana Lyssenko    | 15. Juli 2005    | Moskau           |
| 77,26     | Gulfija Chanafejewa | 12. Juni 2006    | Tula             |
| 77,41     | Tatjana Lyssenko    | 24. Juni 2006    | Schukowski       |
| 77,80     | Tatjana Lyssenko    | 15. August 2006  | Tallinn          |
| 77,96     | Anita Włodarczyk    | 22. August 2009  | Berlin           |
| 78,30     | Anita Włodarczyk    | 6. Juni 2010     | Bydgoszcz        |
| 79,42     | Betty Heidler       | 21. Mai 2011     | Halle            |
| 79,58     | Anita Włodarczyk    | 31. August 2014  | Berlin           |
| 81,08     | Anita Włodarczyk    | 1. August 2015   | Cetniewo         |
| 82,29     | Anita Włodarczyk    | 15. August 2016  | Rio de Janeiro   |
| 82,98     | Anita Włodarczyk    | 28. August 2016  | Warschau         |

### Weltbestenliste

#### Männer
Alle Hammerwerfer mit einer Leistung von 81,58 m oder weiter. Letzte Veränderung: 12. August 2025
1. 86,74 m  Jurij Sjedych, Stuttgart, 30. August 1986
2. 86,04 m  Sergei Litwinow, Dresden, 3. Juli 1986
3. 84,90 m  Wadsim Dsewjatouski, Minsk, 21. Juli 2005
4. 84,86 m  Kōji Murofushi, Prag, 29. Juni 2003
5. 84,62 m  Ihar Astapkowitsch, Sevilla, 6. Juni 1992
6. 84,51 m  Iwan Zichan, Hrodna, 9. Juli 2008
7. 84,48 m  Igor Nikulin, Lausanne, 12. Juli 1990
8. 84,40 m  Jüri Tamm, Banská Bystrica, 9. September 1984
9. 84,38 m  Ethan Katzberg, Nairobi, 20. April 2024
10. 84,19 m  Adrián Annus, Szombathely, 10. August 2003
11. 83,93 m  Paweł Fajdek, Szczecin, 9. August 2015
12. 83,68 m  Tibor Gécsek, Zalaegerszeg, 19. September 1998
13. 83,46 m  Andrei Abduwalijew, Sotschi, 26. Mai 1990
14. 83,43 m  Alexei Sagorny, Adler, 10. Februar 2002
15. 83,40 m  Ralf Haber, Athen, 16. Mai 1988 (deutscher Rekord)
16. 83,38 m  Szymon Ziółkowski, Edmonton, 5. August 2001
17. 83,30 m  Olli-Pekka Karjalainen, Lahti, 14. Juli 2004
18. 83,18 m  Bence Halász, Budapest, 12. August 2025
19. 83,16 m  Rudy Winkler, Eugene, 5. Juli 2025
20. 83,04 m  Heinz Weis, Frankfurt am Main, 29. Juni 1997
21. 83,00 m  Balázs Kiss, Saint-Denis, 4. Juni 1998
22. 82,78 m  Karsten Kobs, Dortmund, 26. Juni 1999
23. 82,69 m  Krisztián Pars, Zürich, 16. August 2014
24. 82,64 m  Gunther Rodehau, Dresden, 3. August 1985
25. 82,62 m  Sergei Kirmassow, Brjansk, 30. Mai 1998
26. 82,62 m  Andrij Skwaruk, Kontscha Saspa, 27. April 2002
27. 82,54 m  Wassili Sidorenko, Krasnodar, 13. Mai 1992
28. 82,52 m  Lance Deal, Mailand, 7. September 1996
29. 82,52 m  Wojciech Nowicki, Tokio, 4. August 2021
30. 82,40 m  Plamen Minew, Plowdiw, 1. Juni 1991
31. 82,38 m  Gilles Dupray, Chelles, 21. Juni 2000
32. 82,38 m  Primož Kozmus, Celje, 2. September 2009
33. 82,28 m  Ilja Konowalow, Tula, 10. August 2003
34. 82,24 m  Benjaminas Viluckis, Klaipėda, 21. August 1986
35. 82,24 m  Vyacheslav Korovin, Chelyabinsk, 20. Juni 1987
36. 82,23 m  Wladyslaw Piskunow, Kontscha Saspa, 27. April 2002
37. 82,22 m  Holger Klose, Dortmund, 2. Mai 1998
38. 82,16 m  Witali Alisewitsch, Pärnu, 13. Juli 1988
39. 82,08 m  Iwan Tanew, Sofia, 3. September 1988
40. 82,00 m  Sergei Alai, Stajki, 12. Mai 1992
41. 81,91 m  Yann Chaussinand, Zagreb, 24. Mai 2025
42. 81,88 m  Jud Logan, University Park, 22. April 1988
43. 81,81 m  Libor Charfreitag, Prag, 29. Juni 2003
44. 81,79 m  Christophe Épalle, Clermont-Ferrand, 30. Juni 2000
45. 81,78 m  Christoph Sahner, Wemmetsweiler, 11. September 1988
46. 81,70 m  Aleksandr Selesnjow, Sotschi, 22. Mai 1993
47. 81,66 m  Oleksandr Krykun, Kiew, 29. Mai 2004
48. 81,66 m  Mychajlo Kochan, Madrid, 27. Juni 2025
49. 81,64 m  Enrico Sgrulletti, Ostia, 9. März 1997
50. 81,58 m  Eivind Henriksen, Tokio 4. August 2021

- Schweizer Rekord: 80,51 m Patric Suter, Löffingen, 17. September 2003
- österreichischer Rekord: 79,70 m Johann Lindner, Schwechat, 24. Juni 1987

#### Frauen
Alle Hammerwerferinnen mit einer Leistung von 74,77 m oder weiter. A = Weite unter Höhenbedingungen erzielt.
Letzte Veränderung: 5. Juli 2025
1. 82,98 m  Anita Włodarczyk, Warschau, 28. August 2016
2. 80,31 m  DeAnna Price, Eugene, 26. Juni 2021
3. 80,17 m  Brooke Andersen, Tucson, 20. Mai 2023
4. 79,42 m  Betty Heidler, Halle, 21. Mai 2011 (deutscher Rekord)
5. 78,88 m  Camryn Rogers, Eugene, 5. Juli 2025
6. 78,80 m  Rachel Richeson, Ramona, 11. April 2025
7. 78,51 m  Tatjana Lyssenko, Tscheboksary, 5. Juli 2012
8. 78,00 m  Janee' Kassanavoid, Tucson, 21. Mai 2022
9. 77,78 m  Gwen Berry, Chorzów, 8. Juni 2018
10. 77,68 m  Wang Zheng, Chengdu, 29. März 2014
11. 77,33 m  Zhang Wenxiu, Incheon, 28. September 2014
12. 77,32 m  Aksana Mjankowa, Minsk, 29. Juni 2008
13. 77,26 m  Gulfija Chanafejewa, Sotschi, 26. Mai 2007
14. 77,14 m  Krista Tervo, Lahti, 11. Juni 2025
15. 77,13 m  Oxana Kondratjewa, Schukowski, 30. Juni 2013
16. 77,07 m  Silja Kosonen, Nikosia, 15. März 2025
17. 76,90 m  Martina Hrašnová, Trnava, 16. Mai 2009
18. 76,85 m  Malwina Kopron, Taipeh, 26. August 2017
19. 76,83 m  Kamila Skolimowska, Doha, 11. Mai 2007
20. 76,72 m  Marija Bespalowa, Schukowski, 23. Juni 2012
21. 76,66 m  Wolha Zander, Minsk, 21. Juli 2005
22. 76,63 m  Jekaterina Choroschich, Schukowski, 24. Juni 2006
23. 76,62 m  Yipsi Moreno, Zagreb, 9. September 2008
24. 76,60 m  Zhao Jie, Fränkisch-Crumbach, 8. Juni 2025
25. 76,56 m  Alena Matoschka, Minsk, 12. Juni 2012
26. 76,35 m  Joanna Fiodorow, Doha, 28. September 2019
27. 76,33 m  Darja Ptschelnik, Minsk, 29. Juni 2008
28. 76,26 m  Hanna Malyschtschyk, Brest, 28. April 2018
29. 76,21 m  Jelena Konjewzewa, Tula, 4. Juni 2000
30. 76,17 m  Anna Bulgakowa, Moskau, 24. Juli 2013
31. 76,07 m  Mihaela Melinte, Rüdlingen, 29. August 1999
32. 76,05 m  Kathrin Klaas, London, 10. August 2012
33. 75,95 m  Zalina Marghieva, Baltschik, 11. Mai 2024
34. 75,77 m  Sara Fantini, Madrid, 18. Juni 2022
35. 75,73 m  Amanda Bingson, Des Moines, 22. Juni 2013
36. 75,73 m  Sultana Frizell, Tucson, 22. Mai 2014
37. 75,68 m  Olga Kusenkowa, Tula, 4. Juni 2000
38. 75,49 m  Annette Echikunwoke, Tucson, 22. Mai 2021
39. 75,43 m  Janeah Stewart, Bloomington, 22. Juni 2019
40. 75,38 m  Alexandra Tavernier, Salon-de-Provence, 21. Februar 2021
41. 75,29 m  Hanna Skydan, Baku, 16. Mai 2017
42. 75,19 m  Sofja Palkina, Sotschi, 28. Mai 2025
43. 75,14 m  Zhang Jiale, Fränkisch-Crumbach, 8. Juni 2025
44. 75,09 m  Jelena Rigert, Moskau, 15. Juli 2013
45. 75,08 m  Ivana Brkljačić, Warschau, 17. Juni 2007
46. 75,04 m  Magdalyn Ewen, Des Moines, 27. Juli 2019
47. 75,02 m  Luo Na, Halle, 26. Mai 2018
48. 74,93 m  Jillian Shippee, Eugene, 9. Juli 2023
49. 74,78 m  Alyssa Wilson, Eugene, 9. Juni 2022
50. 74,77 m  Jeneva McCall, Dubnica nad Váhom, 21. August 2013

- Schweizer Rekord: 67,42 m Nicole Zihlmann, Luzern, 9. Juli 2018
- österreichischer Rekord: 61,37 m Tatjana Meklau, Innsbruck, 27. Juli 2019